# Дубище (Цуманская поселковая община)
Дуби́ще (укр. Дубище) — село в Цуманской поселковой общине Луцкого района Волынской области Украины.
До 2020 года входило в Киверцовский район.
Код КОАТУУ — 0721882401. Население по переписи 2001 года составляет 355 человек. Почтовый индекс — 45236. Телефонный код — 3365. Занимает площадь 1,403 км².